# Solenne di Chartres
Solenne (fl. V secolo) fu vescovo di Chartres, venerato come santo dalla Chiesa cattolica.

## Biografia e culto
Non sussistono attestazioni storiche coeve di questo vescovo, menzionato al 14º posto negli antichi cataloghi dei vescovi di Chartres, tra Flavio e Aventino. Di lui esiste una vita, attribuita alla seconda metà dell'VIII secolo, che non ha alcuna attendibilità storica.
Secondo questo racconto, alla morte di Flavio, Solenne, noto per la santità della sua vita, fu scelto come nuovo vescovo. Non accettando l'incarico si diede alla fuga. Allora, al suo posto, fu scelto e consacrato l'arcidiacono Aventino. Quando Solenne fu trovato, dovette accettare la sua nomina, e Aventino si ritirò a Châteaudun. La vita aggiunge che Solenne ebbe un ruolo importante nella conversione di Clodoveo I e fu presente al suo battesimo. Il suo episcopato durò 12 anni.
Solenne, menzionato nei cataloghi episcopali di Chartres, è stato identificato con san Solenne, di cui parla Gregorio di Tours nel Liber in gloria confessorum e di cui sarebbe stata scoperta la tomba a Maillé (oggi Luynes) presso Tours. Oggi questa identificazione non è più accettata.
Il Martirologio Romano lo ricorda il 25 settembre con queste parole: